# Liolaemus montanus
Espèce
Statut de conservation UICN

 LC  : Préoccupation mineure
Liolaemus montanus est une espèce de sauriens de la famille des Liolaemidae.

## Répartition
Cette espèce est endémique de la province de Catamarca en Argentine.

## Étymologie
Le nom spécifique montanus vient du latin montanus, se rapportant aux montagnes, en référence à la répartition de ce saurien.

## Publication originale
- Koslowsky, 1898 : Enumeración sistemática y distribución geográfica de los reptiles argentinos. Revista del Museo de La Plata, vol. 8, p. 161–200 (texte intégral).